# Aromaten-Metallkomplexe
Aromaten-Metallkomplexe sind metallorganische Verbindungen, in denen ein Metallatom an ein aromatisches organisches Molekül gebunden ist. Bekannte Vertreter der Aromaten-Metallkomplexe sind das Metallocen Ferrocen, Dibenzolchrom oder Uranocen.

Ferrocen: Gestaffelte Konformation (links) und ekliptische Konformation (rechts).
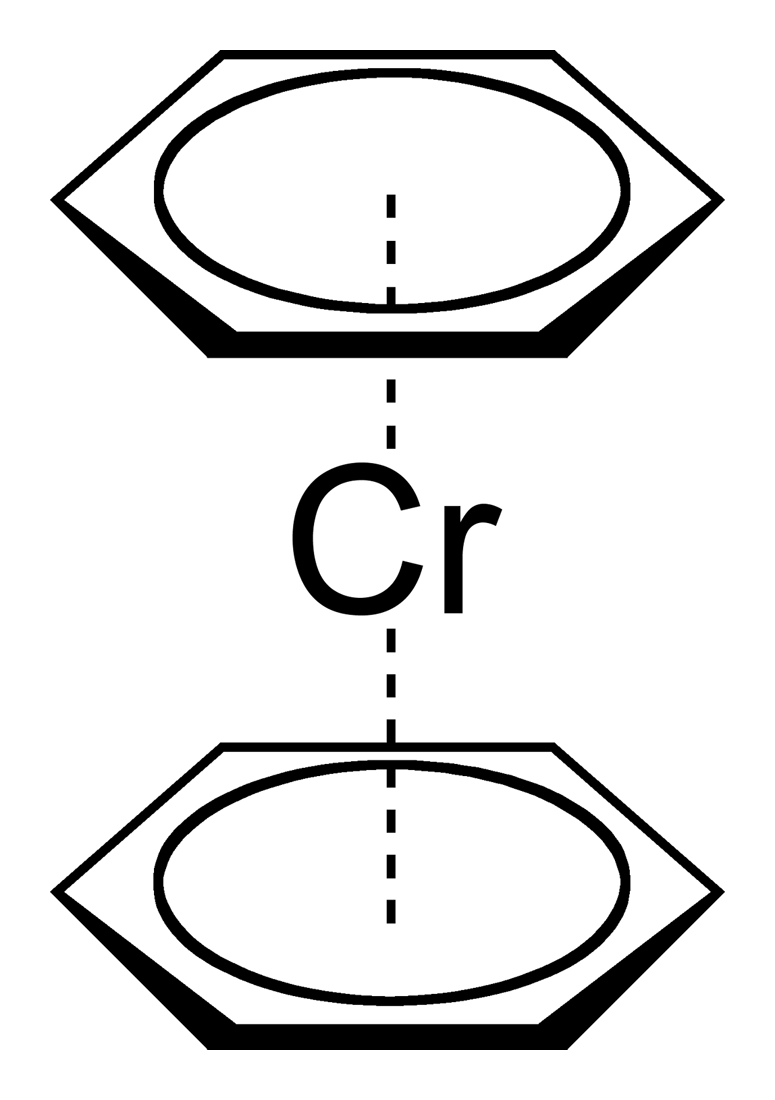
Strukturformel von Bis(benzol)chrom
Struktur von Uranocen

## Geschichte
Der erste Aromaten-Metallkomplex, das Ferrocen, wurde 1951 unabhängig von zwei verschiedenen Forschungsteams durch Zufall synthetisiert. Tom J. Kealy und Peter L. Pauson erhielten Ferrocen bei dem Versuch Fulvalen durch die Reaktion von Eisen(III)-chlorid mit Cyclopentadienylmagnesiumbromid entsprechend der folgenden Gleichung herzustellen.
Im selben Jahr hatten Samuel A. Miller, John A. Tebboth und John F. Tremaine die gleiche Substanz durch die Reaktion von Cyclopentadien-Dampf mit frisch reduziertem Eisen bei 300 °C hergestellt und beschrieben.
Der erste Komplex, in dem ein neutraler aromatisches Ligand an ein Metallatom gebunden ist, war das Dibenzolchrom, welches erstmals 1955 von Ernst Otto Fischer und Walter Hafner hergestellt wurde.
{\displaystyle \mathrm {CrCl_{3}+{\frac {2}{3}}\ Al+\ AlCl_{3}+2\ C_{6}H_{6}\longrightarrow [Cr(C_{6}H_{6})_{2}]AlCl_{4}+{\frac {2}{3}}\ AlCl_{3}} }
{\displaystyle \mathrm {[Cr(C_{6}H_{6})_{2}]AlCl_{4}+{\frac {1}{2}}\ Na_{2}S_{2}O_{4}\longrightarrow [Cr(C_{6}H_{6})_{2}]+NaAlCl_{4}+SO_{2}} }
Sowohl Ferrocen als auch Dibenzolchrom gehören zu den so genannten Sandwichkomplexen, bei denen ein Metallatom, wie in einen Sandwich, zwischen zwei aromatischen, cyclischen Molekülen liegt. Komplexe, in denen das Metallatom nur mit einem aromatischen Ligand verknüpft ist, bezeichnet man in Analogie als Halbsandwichkomplexe. Nach der Entdeckung des Ferrocens wurden innerhalb kurzer Zeit eine ganze Reihe anderer Aromaten-Metallkomplexe synthetisiert und beschrieben. Die Entdeckung des Ferrocens gilt heute als einer der Meilensteine in der metallorganischen Chemie und war der Startpunkt für eine rasante Entwicklung dieser neuen Sparte der Chemie. Über 80 % der metallorganischen Komplexe sind heute Cyclopentadienyl-Komplexe.

## Liganden
Aromatische Liganden in Aromaten-Metallkomplexen sind in der Regel cyclische Kohlenwasserstoffe, mit der allgemeinen Formel CxHx (x ≥ 3) und 4n+2 konjugierten π-Elektronen (n = 0, 1, 2). Wenn ein oder mehrere Kohlenstoffatome durch ein anderes Element (z. B. Stickstoff, Bor, Sauerstoff) substituiert werden, erhält man die homologen Heterocyclen.

Aromatische Liganden in Aromatenkomplexen